# Halcampoididae
Halcampoididae é uma família de cnidários antozoários da infraordem Athenaria, subordem Nyantheae (Actiniaria).

## Géneros
- Calamactinia Carlgren, 1949
- Calamactis Carlgren, 1949
- Halcampella Andres, 1883
- Halcampoides Danielssen, 1890
- Pentactinia Carlgren, 1900
- Scytophorus Hertwig, 1882
- Siphonactinopsis Carlgren, 1921